# Nanning Theodoricus Wildeman
Nanning Theodoricus Wildeman (Hellum, 4 december 1798 - Schildwolde, 9 oktober 1885) was een Nederlandse burgemeester.

## Leven en werk
Wildeman werd in 1798 in Hellum geboren als zoon van de onderwijzer en organist Theodoricus Fokkes Wildeman en van Grietje Nannings Dijkhuizen. Hij was landbouwer in Siddeburen. Hij werd in mei 1859 op 60-jarige leeftijd benoemd tot burgemeester van Slochteren als opvolger van de op 30-jarige leeftijd overleden Geerardus Dijkhuizen. Hij zou bijna 25 jaar het burgemeestersambt vervullen. Op 84-jarige leeftijd legde hij zijn functie in 1883 neer en werd als burgemeester opgevolgd door de houtkoper Jan Hero Kolk.
Wildeman trouwde op 19 mei 1825 te Slochteren met Imke Hindriks Kim, dochter van de landbouwer landbouwer en van Anje Derks. Wildeman overleed, in oktober 1885 op 86-jarige leeftijd in zijn woonplaats Schildwolde.